# 巴甫利夫卡 (斯瓦托韦市镇)
巴甫利夫卡（烏克蘭語：Павлівка），是烏克蘭東部盧甘斯克州斯瓦托韋區斯瓦托韦市镇内的村落。始建於1953年，面積0.002平方公里，海拔高度126米，2001年人口55，人口密度每平方公里27,500人。